# Utukok River
Der Utukok River ist ein etwa 362 km langer Zufluss der Tschuktschensee im Bereich der North Slope im Nordwesten des US-Bundesstaats Alaska.

## Flusslauf
Der Utukok River entsteht in den DeLong Mountains auf einer Höhe von 608 m am Zusammenfluss von Tupik Creek (ca. 11 km lang, links) und Kogruk Creek (ca. 28 km lang, rechts). Er durchfließt anfangs auf einer Strecke von etwa 55 Kilometern eine Tundralandschaft als verflochtener Fluss in nördlicher Richtung. Anschließend wendet er sich nach Nordosten und durchschneidet mehrere in Ost-West-Richtung streichende niedrige Höhenkämme. Etwa bei Flusskilometer 200 erreicht der Utukok River die Küstenebene und fließt nun in überwiegend nordwestlicher Richtung. Er wird auf diesem Flussabschnitt von abgeschnittenen Altarmen gesäumt. Auf den letzten 80 Kilometern durchquert der Fluss eine von Thermokarst-Seen durchsetzte Tundra-Küstenlandschaft. Der Utukok River mündet schließlich 38 km südwestlich von Icy Cape in die Kasegaluk Lagoon, eine Lagune, die mit der Tschuktschensee verbunden ist.

## Einzugsgebiet
Der Utukok River entwässert ein Areal von schätzungsweise 7350 km². Das Einzugsgebiet grenzt im Norden an das des Avak River, im Nordosten an das des Kuk River, im Osten an das des Colville River, im Süden an das des Noatak River sowie im Westen an das des Kokolik River. Das Einzugsgebiet des Utukok River mit Ausnahme der untersten 30 Flusskilometer liegt innerhalb der National Petroleum Reserve in Alaska.

## Namensgebung
Der aus der Eskimo-Sprache stammende Flussname "Utoqaq" bedeutet „alter Ort“. Der Name wurde erstmals von Lawrenti Alexejewitsch Sagoskin, Leutnant der Kaiserlich Russischen Marine, erwähnt. Es gibt verschiedene inoffizielle Schreibweisen des Flussnamens.